# Cornerstone Festival/Line-ups

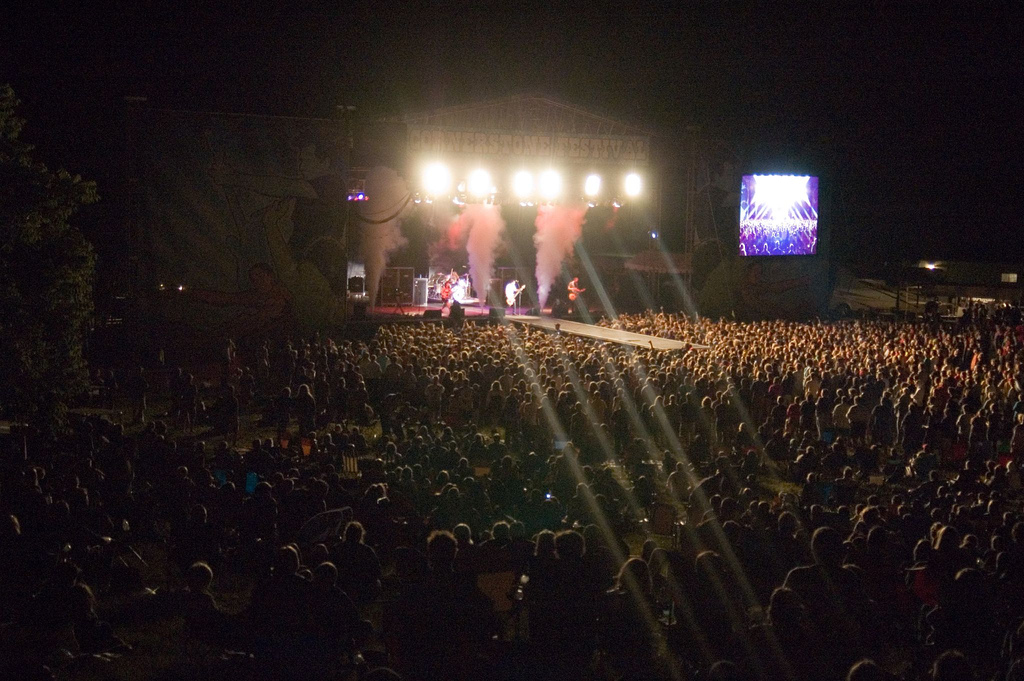
Hauptbühne 2007

Die Liste der Bands des Cornerstone Festivals listet alle Bands auf, die auf dem christlichen Musikfestival Cornerstone Festival gespielt haben. Das Festival fand seit 1984 mehrtägig statt und wurde nach 2012 eingestellt. Mehr als 300 Künstler spielten auf dem Festival, das sich auf Christliche Popmusik spezialisiert hatte.

## Übersicht

### 1984
Ort: Lake County Fairgrounds, Grayslake, IL
- 28. Juni: Adam Again, Daniel Amos, Mylon LeFevre, Sheila Walsh, Steve Taylor, Sweet Comfort Band, The Choir, The Crossing
- 29. Juni: Altar Boys, Daniel Band, David Travis Edwards, DeGarmo & Key, Randy Stonehill
- 30. Juni: AD, Joe English, Resurrection Band, The 77's, Undercover

### 1985
Ort: Lake County Fairgrounds, Grayslake, IL
- 4. Juli: AD, Altar Boys, Daniel Amos, Daniel Band, Jerusalem, Larry Norman, Leslie Phillips, Phil Keaggy, Resurrection Band, Sheila Walsh, Steve Taylor, The Choir, Vector

### 1986
Ort: Lake County Fairgrounds, Grayslake, IL
- 2. Juli: Mark Heard, Rick Cua, The 77's, Vector
- 3. Juli: Altar Boys, Bob Bennett, Resurrection Band, Saint, The Choir
- 4. Juli: Barren Cross, Messiah Prophet, One Bad Pig, Philadelphia, Randy Stonehill, The Crossing
- 5. Juli: 441, Adam Again, Darrell Mansfield, DeGarmo & Key, Sheila Walsh, Undercover

### 1987
Ort: Lake County Fairgrounds, Grayslake, IL
- 1. Juli: Daniel Band, Morgan Cryar, Mylon LeFevre, Sacred Fire
- 2. Juli: Calvin Bridges, Darrell Mansfield, Greg X. Volz, Mad at the World, Resurrection Band, Servant, Whitecross
- 3. Juli: Altar Boys, Bloodgood, Charlie Peacock, Glenn Kaiser, Phil Keaggy, Randy Stonehill, The Crossing, The Lead, Tonio K., White Heart
- 4. Juli: Adam Again, Daniel Amos, Elim Hall, Michael Card, Phil Keaggy, Rev. Milton Brunson and The Thompson Community Singers, Steve Taylor

### 1988
Ort: Lake County Fairgrounds, Grayslake, IL
- 30. Juni: Geoff Moore & the Distance, Margaret Becker, Randy Stonehill, Resurrection Band
- 1. Juli: Daniel Amos, Mylon LeFevre & Broken Heart, P.I.D., Sacred Warrior, The Choir, The Crossing, The Crucified, Vengeance Rising
- 2. Juli: Charlie Peacock, Dave Perkins, Petra, Shout
- 3. Juli: Bloodgood, Darrell Mansfield, DeGarmo & Key, Idle Cure, Whitecross

### 1989
Ort: Lake County Fairgrounds, Grayslake, IL
- 29. Juni: Adam Again, Allies, Altar Boys, Bloodgood, Bride, Charlie Peacock, Darrell Mansfield, L.S.U., Larry Howard, Mad at the World, Margaret Becker, Mylon LeFevre & Broken Heart, P.I.D., Resurrection Band, Russ Taff, Sacred Warrior, The Choir, The Crossing, The Crucified, Tonio K.
- 30. Juni: Larry Norman
- 1. Juli: One Bad Pig, Vengeance Rising

### 1990
Ort: Lake County Fairgrounds, Grayslake, IL
- 28. Juni: Breakfast With Amy, Petra, The Crossing, The Crucified, Vengeance Rising
- 29. Juni: Daniel Amos, Randy Stonehill, The Swirling Eddies
- 30. Juni: Charlie Peacock, Nobody Special, Vector
- 1. Juli: The 77′s

### 1991
Ort: Cornerstone Farm, Bushnell, IL
- 4. Juli: Adam Again, Bloodgood, David Mullen, Fourth Estate, Guardian, L.S.U., Over the Rhine, Resurrection Band, Scaterd Few
- 5. Juli: Believer, Chagall Guevara, Charlie Peacock, The Choir, The Cry, The Throes, The Violet Burning
- 6. Juli: Dig Hay Zoose, John Austin, Mastedon, One Bad Pig, The Crucified, White Heart
- 7. Juli: Crashdog, Darrell Mansfield, Dead Artist Syndrome, Jacob’s Trouble, Larry Howard, Petra, Rick Elias, Tourniquet, Whitecross

### 1992
Ort: Cornerstone Farm, Bushnell, IL
- 2. Juli: Ashley Cleveland, Bride, Crashdog, Jimmy Abegg, Lost Dogs, Mad at the World, Margaret Becker, Raspberry Jam, The Throes
- 3. Juli: Darrell Mansfield, Guardian, Over the Rhine, Phil Keaggy, Resurrection Band, The Crossing, The Crucified, Vigilantes of Love
- 4. Juli: Adam Again, Brooks Williams, Hoi Polloi, Living Sacrifice, Mark Heard, Scapegoat, The 77's, dc Talk
- 5. Juli: Circle of Dust, Dig Hay Zoose, Kemper Crabb, Larry Howard, Mortal, Newsboys, The Prayer Chain, The Violet Burning

### 1993
Ort: Cornerstone Farm, Bushnell, IL
- 1. Juli: Believer, Circle of Dust, Jacob’s Trouble, Rich Mullins, The Prayer Chain, Vector
- 2. Juli: Bob Bennett, Bride, Crashdog, Guardian, Over the Rhine, Phil Keaggy, Resurrection Band, Vigilantes of Love
- 3. Juli: Ashley Cleveland, Charlie Peacock, Deliverance, Farewell to Juliet, Living Sacrifice, Newsboys, Tourniquet, Undercover
- 4. Juli: Daniel Amos, DeGarmo & Key, John Austin, L.S.U., Larry Howard, Mortal, P.I.D., The Crossing, The Electrics

### 1994
Ort: Cornerstone Farm, Bushnell, IL
- 30. Juni: Buddy & Julie Miller, Circle of Dust, Dig Hay Zoose, Iona, The 77's, Tourniquet, Vigilantes of Love, Wish for Eden
- 1. Juli: Bride, Mortification, Over the Rhine, P.O.D., Poor Old Lu, Randy Stonehill, Resurrection Band, Sixpence None the Richer, The Prayer Chain
- 2. Juli: Crashdog, Dakoda Motor Co., Lost Dogs, Mortal, PFR, Rich Mullins and A Ragamuffin Band, Sixpence None the Richer, Steve Taylor, The Choir
- 3. Juli: Ashley Cleveland, Living Sacrifice, Michael Card, The Charlie Daniels Band, The Crossing
- 4. Juli: Rich Mullins and A Ragamuffin Band

### 1995
Ort: Cornerstone Farm, Bushnell, IL
- 29. Juni: Argyle Park, Circle of Dust, Fleming & John, Havalina Rail Co., Jars of Clay, Lost Dogs, Plankeye, Sixpence None the Richer, Starflyer 59, Steve Taylor, Third Day, Vigilantes of Love
- 30. Juni: Audio Adrenaline, Charlie Peacock, Glenn Kaiser, Greg and Rebecca Sparks, Luxury, Morella’s Forest, Phil Keaggy, Strongarm, The Crucified, Vector
- 1. Juli: Adam Again, Black Eyed Sceva, Crashdog, Dimestore Prophets, Hokus Pick, Jerusalem, Out of Eden, Resurrection Band, The 77's, The Blamed, The Crossing, The O.C. Supertones, The Prayer Chain, Whitecross
- 2. Juli: Geoff Moore, Grammatrain, MxPx, PFR, Poor Old Lu, Raspberry Jam, Sunny Day Roses

### 1996
Ort: Cornerstone Farm, Bushnell, IL
- 3. Juli: Over the Rhine
- 4. Juli: Ashley Cleveland, Fold Zandura, Iona, Lost Dogs, Seven Day Jesus, Sixpence None the Richer, The O.C. Supertones
- 5. Juli: Black Eyed Sceva, Crashdog, Gary Chapman, Jars of Clay, Mortification, Over the Rhine, PFR, Resurrection Band, The Crossing, This Train
- 6. Juli: Common Children, Five Iron Frenzy, Glenn Kaiser, Larry Howard, Living Sacrifice, Lost Dogs, MxPx, P.O.D., Plankeye, Poor Old Lu, Sarah Masen, Steve Taylor
- 7. Juli: Ashley Cleveland, Audio Adrenaline, Carolyn Arends, Fourth Estate, Guardian, Johnny Q. Public, Phil Keaggy, Pierce Pettis, Sarah Jahn, Stavesacre, The Choir

### 1997
Ort: Cornerstone Farm, Bushnell, IL
- 2. Juli:Adam Again, Caedmon’s Call, Crashdog, Jimmy Abegg, Over the Rhine, Rick Elias, The Call, The Electrics, The Israelites, This Train, Three Crosses
- 3. Juli: Havalina Rail Co., Iona, MxPx, P.O.D., Plumb, Sarah Masen, Seven Day Jesus, The Insyderz, Third Day
- 4. Juli: Dimestore Prophets, Dryve, Five Iron Frenzy, Love Coma, Morella’s Forest, Resurrection Band, Rich Mullins and A Ragamuffin Band, Rose Blossom Punch, Sixpence None the Richer, Strongarm, The Waiting, Vigilantes of Love
- 5. Juli: Atomic Opera, Between Thieves, Carolyn Arends, Christine Glass, Common Children, Focal Point, Ghoti Hook, Jars of Clay, Out of Eden, Over the Rhine, Plankeye, Puller, Saviour Machine, Slick Shoes, Stavesacre, The Crossing, The O.C. Supertones, Tourniquet, Zao

### 1998
Ort: Cornerstone Farm, Bushnell, IL
- 1. Juli: Darrell Mansfield, Farewell to Juliet, Halo Friendlies, Havalina Rail Co., Project 86, Sherri Youngward, Strongarm, The Israelites, The W’s, Third Day, Three Crosses, Vigilantes of Love
- 2. Juli: Damien Jurado, Glenn Kaiser, Jennifer Knapp, Pedro the Lion, Saviour Machine, Sixpence None the Richer, Slick Shoes, Spoken, Terry Scott Taylor, The Electrics, The Waiting, Tourniquet, Vigilantes of Love, Zao
- 3. Juli: A Ragamuffin Band, Atomic Opera, Burlap to Cashmere, Chevelle, Danielson Famile, Delirious?, Five Iron Frenzy, Greg and Rebecca Sparks, Guardian, MC Hammer, Mitch McVicker, MxPx, P.O.D., Robert Deeble, Sixpence None the Richer, Squad Five-O, Steve Hindalong, The Echoing Green, This Train
- 4. Juli: Beki Hemingway, Brandtson, Bride, Common Children, Galactic Cowboys, Ghoti Hook, Grammatrain, Larry Norman, Living Sacrifice, Morella’s Forest, Over the Rhine, Plankeye, Puller, Roadside Monument, Scaterd Few, Terry Scott Taylor, The Call, The Crossing, The Insyderz, The O.C. Supertones

### 1999
Ort: Cornerstone Farm, Bushnell, IL
- 1. Juli: Beki Hemingway, Buddy & Julie Miller, Earthsuit, Ghoti Hook, Huntingtons, P.O.D., Sarah Jahn, Squad Five-O, Stickman Jones, The O.C. Supertones, Tragedy Ann, Zao
- 2. Juli: A Ragamuffin Band, Chasing Furies, Erik Brandt & Urban Hillbilly Quartet, Five Iron Frenzy, Glenn Kaiser, Havalina Rail Co., Larry Howard, Morella’s Forest, Pedro the Lion, Sixpence None the Richer, Slick Shoes, Spoken. The Electrics, The Insyderz
- 3. Juli: Ashley Cleveland, Burlap to Cashmere, Clear, Code of Ethics, Galactic Cowboys, Hopesfall, Jars of Clay, Skillet, The Crossing, The Waiting, The W’s, Waterdeep
- 4. Juli: Brandtson, Danielson Famile, Jennifer Knapp, Joy Electric, Newsboys, Project 86, Scientific, Smalltown Poets, The Echoing Green, The Insyderz, The Juliana Theory, Vigilantes of Love

### 2000
Ort: Cornerstone Farm, Bushnell, IL
- 4. Juli: Ace Troubleshooter, Blindside, Born Blind, Calibretto, Dogwood, Element 101, Embodyment, Extol, Fanmail, Fine China, Flight 180, Further Seems Forever, Ghoti Hook, Hangnail, Huntingtons, Living Sacrifice, Luti-Kriss, MG! The Visionary, Monk, Morella’s Forest, Off the Record, Puller, Shorthanded, Slick Shoes, Society's Finest, Spitfire, Squad Five-O, Starflyer 59, Stavesacre, Stretch Arm Strong, The Company, The Deluxtone Rockets, The Dingees, The Juliana Theory, The Undecided, The Wayside, Third Root, Training for Utopia
- 5. Juli: .rod laver, Antestor, Born Blind, Cope, EDL, Figure Four, Gryp, Havalina Rail Co., Hopesfall, Jennifer Knapp, Johnny Respect, Kemper Crabb, La Semilla, Larry Howard, Lost Dogs, Luti-Kriss, Mark Lee Townsend, Miranda Stone, Movies With Heroes, Pocket Change, SS Bountyhunter, Skillet, Starflyer 59, Stretch Arm Strong, Sundry, The Choir, The Frantics, The Violet Burning, The W’s, Third Day, Waterworks, twothirtyeight
- 6. Juli: Altar Boys, Anguish Unsaid, Burlap to Cashmere, Cush, Daniel Amos, Delirious?, Denison Witmer, Michael Knott, Overcome, Resurrection Band, Spoken, The 77's, The Blamed, The Normals, Undercover, Underoath, Waterdeep, Zao
- 7. Juli: Adam Again, Audio Paradox, Blindside, Brave Saint Saturn, David Bazan, Ester Drang, Joy Electric, Judean Radiostatic, Larry Norman, Living Sacrifice, MxPx, P.O.D., Pedro the Lion, Regenerator, Squad Five-O, Stavesacre, Tara Vanflower, Unwed Sailor, Vigilantes of Love
- 8. Juli: Acceptance, All Together Separate, Ashley Cleveland, Blaster the Rocketman, Chris Taylor, Earthsuit, Five Iron Frenzy, Further Seems Forever, Huntingtons, Jan Krist, John Fischer, Kerith Ravine, Longitude, Luna Halo, Matt Auten, Midnight Orchestra, One Bad Pig, Over the Rhine, Phil Madeira, Rackets & Drapes, Ran Away to Sea, Rick Unruh, Seventh Day Slumber, Skatman Meredith, Slick Shoes, Stereo Deluxx, Steve Black, Switchfoot, Tasty Snax, Terry Scott Taylor, The Choir, The Crossing, The Deal, The O.C. Supertones, Wyrick

### 2001
Ort: Cornerstone Farm, Bushnell, IL
- 3. Juli: Further Seems Forever, Ghoti Hook, Havalina Rail Co., Hopesfall, Iona, Jacobstone, Joy Electric, Living Sacrifice, Luti-Kriss, Poor Old Lu, Squad Five-O, The Wayside, Zao
- 4. Juli: As I Lay Dying, Brandtson, Caedmon’s Call, Deliverance, Ester Drang, Glenn Kaiser Band, Havalina Rail Co., Jeff Elbel + Ping, Kemper Crabb, Larry Howard, Living Sacrifice, Luti-Kriss, Michael Knott, Randy Stonehill, Resurrection Band, Stavesacre, Stretch Arm Strong, The 77's, The Choir, Unwed Sailor, Waterdeep
- 5. Juli: Brave Saint Saturn, Bride, Damien Jurado, Daniel Amos, Denison Witmer, Five Iron Frenzy, Guardian, Jennifer Knapp, Lost Dogs, MxPx, Poor Old Lu, Randy Stonehill, Recon, Sleeping at Last, Sweet Comfort Band, The 77's, The O.C. Supertones
- 6. Juli: Brandtson, Claire Holley, Cool Hand Luke, Danielson Famile, Further Seems Forever, Jason Harrod, Lost Dogs, Luxury, Over the Rhine, P.O.D., PAX217, Pedro the Lion, Project 86, Rock ’n’ Roll Worship Circus, Squad Five-O, The Billions, The Choir, The Juliana Theory, Tom Prasada-Rao, Underoath, Vigilantes of Love, Zao, twothirtyeight
- 7. Juli: Cush, Earthsuit, Ghoti Hook, Larry Norman, Michael Sweet, Over the Rhine, Phil Madeira, Pierce Pettis, Pillar, Relient K, Starflyer 59, Stryper, Sufjan Stevens, Terry Scott Taylor, The Crossing, The Echoing Green, The Violet Burning, Third Day, Thousand Foot Krutch, Underoath

### 2002
Ort: Cornerstone Farm, Bushnell, IL
- 2. Juli: Anberlin, Dead Poetic, Further Seems Forever, Ghoti Hook, Havalina Rail Co., Norma Jean, Poor Old Lu, Squad Five-O, Starflyer 59, The Wayside, Underoath, mewithoutYou, twothirtyeight
- 3. Juli: Andy Hunter, Bill Mallonee, Blindside, Denison Witmer, Ester Drang, Further Seems Forever, Greg and Rebecca Sparks, Havalina Rail Co., Kemper Crabb, Larry Howard, Living Sacrifice, Luxury, Michael Knott, Pillar, Rock ’n’ Roll Worship Circus, Sheltershed, Sleeping at Last, Starflyer 59, Stavesacre
- 4. Juli: Aradhna, Beki Hemingway, Bill Mallonee, Brandtson, Cool Hand Luke, Copeland, Daniel Amos, Danielson Famile, Eisley, Five Iron Frenzy, Glenn Kaiser Band, Greg and Rebecca Sparks, Jeff Elbel + Ping, Lost Dogs, Michael Roe, MxPx, One Bad Pig, Phil Madeira, Poor Old Lu, Relient K, Rosie Thomas, Terry Scott Taylor, The Choir, The Crossing, The Violet Burning, Unwed Sailor, Zao
- 5. Juli: Aaron Sprinkle, Altar Boys, Andy Hunter, Dead Poetic, Greg and Rebecca Sparks, Jason Harrod, Joy Electric, Kevin Max, Over the Rhine, Riki Michele, Squad Five-O, Tait, The 77's, The Benjamin Gate, The Choir, Tourniquet, Underoath, Whitecross, mewithoutYou, tobyMac, twothirtyeight
- 6. Juli: Andy Hunter, Carolyn Arends, Ghoti Hook, Greg and Rebecca Sparks, Jacobstone, Jeff Elbel + Ping, Jennifer Knapp, Lost Dogs, Michael J. Pritzl, Norma Jean, Over the Rhine, Pedro the Lion, Riki Michele, Roadside Monument, Spoken, Unwed Sailor, Wovenhand

### 2003
Ort: Cornerstone Farm, Bushnell, IL
- 29. Juni: Glenn Kaiser & Friends, Static-X
- 30. Juni: The Wayside
- 1. Juli: Ace Troubleshooter, Anberlin, Beloved, Bleach, Dead Poetic, Dogwood, Extol, Fear of Flying, Figure Four, Gryp, Hangnail, Holland, Ill Harmonics, Jeff Elbel + Ping, Joy Electric, KJ‐52, Kutless, Lucerin Blue, Mae, Sev Statik, Seven Places, Side Walk Slam, Slow Coming Day, Spoken, Squad Five-O, Still Breathing, The Agony Scene, The Blamed, The Death Campaign, The Wayside, Thousand Foot Krutch, Ticklepenny Corner, Underoath, Watashi Wa, mewithoutYou
- 2. Juli: 7-10 Split, Aireline, Anberlin, As I Lay Dying, Copeland, Dead Artist Syndrome, Dead Poetic, Delirious?, Demon Hunter, Denver and the Mile High Orchestra, Dogwood, East West, Embodyment, Embraced, Ester Drang, Eva O, Greg and Rebecca Sparks, Hanover Saints, Havalina Rail Co., Hopesfall, House of Heroes, Huntingtons, In Clover, In Reverent Fear, Kutless, Larry Howard, Last Second, Last Tuesday, Lux Courageous. Mercury Radio Theater, Michael J. Pritzl, Nodes of Ranvier, Noise Ratchet, Off the Record, One-21, Our Corpse Destroyed, Paul Colman Trio, Robert Randolph & The Family Band, Rock ’n’ Roll Worship Circus, Skillet, Sleeping at Last, Spoken, Squad Five-O, Stacy Clark, The Billions, The Crossing, The Deal, The James Dean Trio, The Mint, The Pits, The Wayside, Torn Skin, Tracy Howe, True Colour of Blood, Unwed Sailor, tobyMac, twothirtyeight, xDisciplex A.D.
- 3. Juli: Active Ingrediants, Adara, Beauty to Ashes, Beki Hemingway, Bill Mallonee, Brandtson, Brooks Williams, Cool Hand Luke, Danielson Famile, Denison Witmer, Derri Daugherty, Every New Day, Extol, Frühstück, Further Seems Forever, Glenn Kaiser Band, Greg and Rebecca Sparks, Headnoise, Isaac Wardell, J. Tillman, Jan Krist, Josh Caterer, Josh Garrels, Kat Jones, Leper, Like David, Lost Dogs, Lovedrug, Michael Knott, Michael Roe, Movies With Heroes, MxPx, Narcissus, Officer Negative, Over the Rhine, Phil Madeira, Pillar, Relient K, Saxon Shore, Scaterd Few, Sheltershed, Shop 11 Phoenix, Slow Coming Day, Spinoza, Starflyer 59, Terry Scott Taylor, The 77's, The Blamed, The Elms, The Havoc, The O.C. Supertones, The Remnants, The Temper Tantrums, The Urban Sophisticates, Vigilantes of Love, Zao, mewithoutYou
- 4. Juli: Ashley Cleveland, Bill Mallonee, Blindside, Calibretto, Cool Hand Luke, Denison Marrs, Disciple, Embraced, Enter the Worship Circle, Five Iron Frenzy, Greg and Rebecca Sparks, John Reuben, Last Tuesday, Life or Death, Living Sacrifice, Lost Dogs, Lovedrug, Mars ILL, Miranda Stone, MxPx, Norma Jean, Over the Rhine, Relient K, Resurrection Band, Seventh Star, Spy Glass Blüe, Squad Five-O, Steve Taylor, Stretch Arm Strong, Subseven, The 77's, The Agony Scene, The Choir, The Colemans, The Echoing Green, The Great Fiction, The Insyderz, The Prayer Chain, The Violet Burning, The Wednesdays, Thirty Called Arson, Underoath, Waterdeep
- 5. Juli: Anathallo, Bleach, Brandtson, Greg and Rebecca Sparks, Jacobstone, Jeremy Camp, Jeremy Casella, Joy Electric, Justin McRoberts, Living Sacrifice, Mitch McVicker, Pedro the Lion, Sixpence None the Richer, Switchfoot, The Benjamin Gate, The Billions, The Myriad

### 2004
Ort: Cornerstone Farm, Bushnell, IL

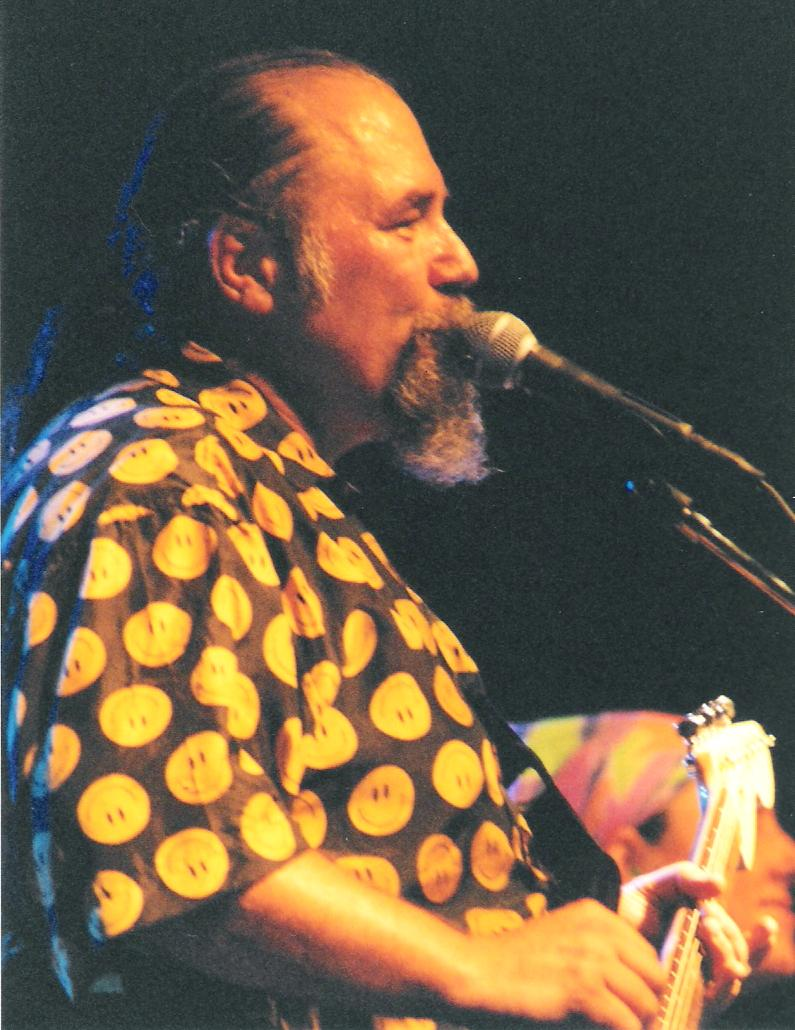
Glenn Kaiser 2004

- 1. Juli: Ace Troubleshooter, Bleach, Cool Hand Luke, Crowder, David Crowder Band, Dead Poetic, Emery, Flatfoot 56, Glenn Kaiser Band, Hawk Nelson, Joy Electric, Kutless, Relient K, Spoken, Switchfoot, The O.C. Supertones, mewithoutYou
- 2. Juli: Anberlin, Aradhna, Bleach, Lovedrug, MxPx, Norma Jean, Over the Rhine, Pillar, Ric Hordinski, Skillet, Spoken, Squad Five-O, The Crossing, Zao
- 3. Juli: Bill Mallonee, Blindside, Copeland, Dead Poetic, Further Seems Forever, Lost Dogs, P.O.D., Pedro the Lion, Sleeping at Last, The Alarm, The Electrics, The Wayside
- 4. Juli: As I Lay Dying, Brandtson, Denison Witmer, Ester Drang, Haste the Day, Hawk Nelson, Jeff Elbel + Ping, Jeremy Camp, Newsboys, Steven Delopoulos, The Urban Sophisticates, Unwed Sailor

### 2005
Ort: Cornerstone Farm, Bushnell, IL
- 30. Juni: As Cities Burn, David Crowder Band, Dead Poetic, Flatfoot 56, Hawk Nelson, Joy Electric, Kutless, Lovedrug, Sheltershed, Spoken, Sullivan, The Chariot, The Fold, The Lonely Hearts, Third Day, Thousand Foot Krutch, Wovenhand, mewithoutYou
- 1. Juli: Andy Hunter, As I Lay Dying, Copeland, Dead Poetic, Glenn Kaiser Band, Grits, Hawk Nelson, House of Heroes, Jeremy Camp, Lost Dogs, Skillet, The Choir, The Crossing, The Violet Burning, The Wayside, Timbre Cierpke, tobyMac
- 2. Juli: Anberlin, Andy Hunter, As Cities Burn, Azure Skies, Bill Mallonee, Denison Witmer, Ester Drang, Fireflight, Jeff Elbel + Ping, John Davis, Mental Destruction, Over the Rhine, Parca Pace, Project 86, Relient K, Roper, Starflyer 59, Switchfoot
- 3. Juli: Ashley Cleveland, Audio Adrenaline, Brandtson, Fireflight, Flyleaf, Jars of Clay, Jeremy Camp, MUTEMATH, Mat Kearney, Paramore, The Chariot, The Myriad, The Wayside

### 2006
Ort: Cornerstone Farm, Bushnell, IL

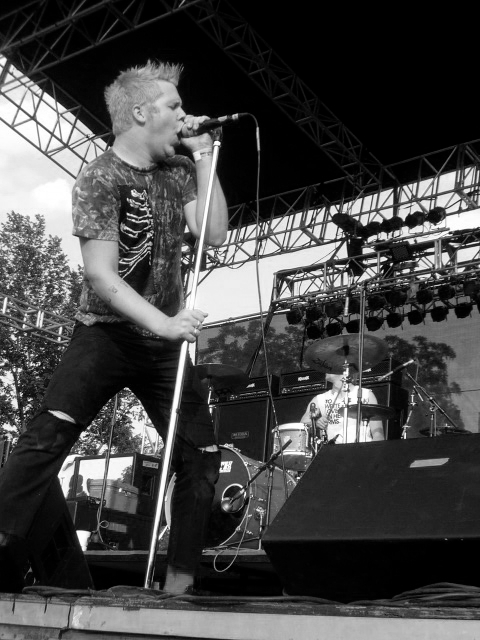
Josh Scogin von The Chariot 2006

- 4. Juli: Children 18:3, Dead Poetic, Jonezetta, Project 86, Run Kid Run, Showbread, Spoken, Sullivan, The Becoming, The Fold, mewithoutYou
- 5. Juli: Anathallo, As I Lay Dying, Cool Hand Luke, DecembeRadio, Demon Hunter, Family Force 5, Fireflight, Jonezetta, Lost Dogs, Lovedrug, Maylene and the Sons of Disaster, Norma Jean, Red, Sleeping at Last, The 77's, The Chariot, The Myriad, Underoath
- 6. Juli: Anathallo, Anberlin, Bernard, Cool Hand Luke, Copeland, David Crowder Band, Flatfoot 56, Glenn Kaiser Band, Josh Garrels, MUTEMATH, Michael J. Pritzl, Over the Rhine, Sleeping at Last, The Crossing, The Lonely Hearts, The Violet Burning, The Wayside, Zao, mewithoutYou
- 7. Juli: Dead Poetic, Denison Witmer, Ester Drang, House of Heroes, Jeff Elbel + Ping, John Mark McMillan, Krystal Meyers, MxPx, No Innocent Victim, Relient K, Rosie Thomas, Spitfire, Starflyer 59, The Devil Wears Prada, The Fold, The Lonely Hearts, The Myriad, The Rocket Summer, The Urban Sophisticates, The Wiitala Brothers
- 8. Juli: Bradley Hathaway, Flyleaf, John Davis, Josh Garrels, Judd and Maggie, Leigh Nash, Nevertheless, P.O.D., Pillar, Project 86, Spoken, The Urban Sophisticates

### 2007
Ort: Cornerstone Farm, Bushnell, IL
- 25. Juni: Paslters

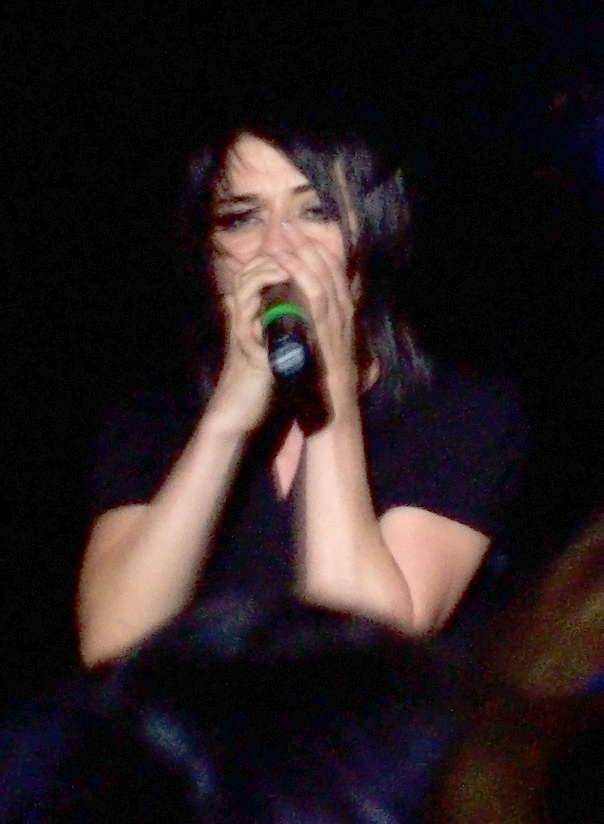
Lacey Mosley von Flyleaf 2007

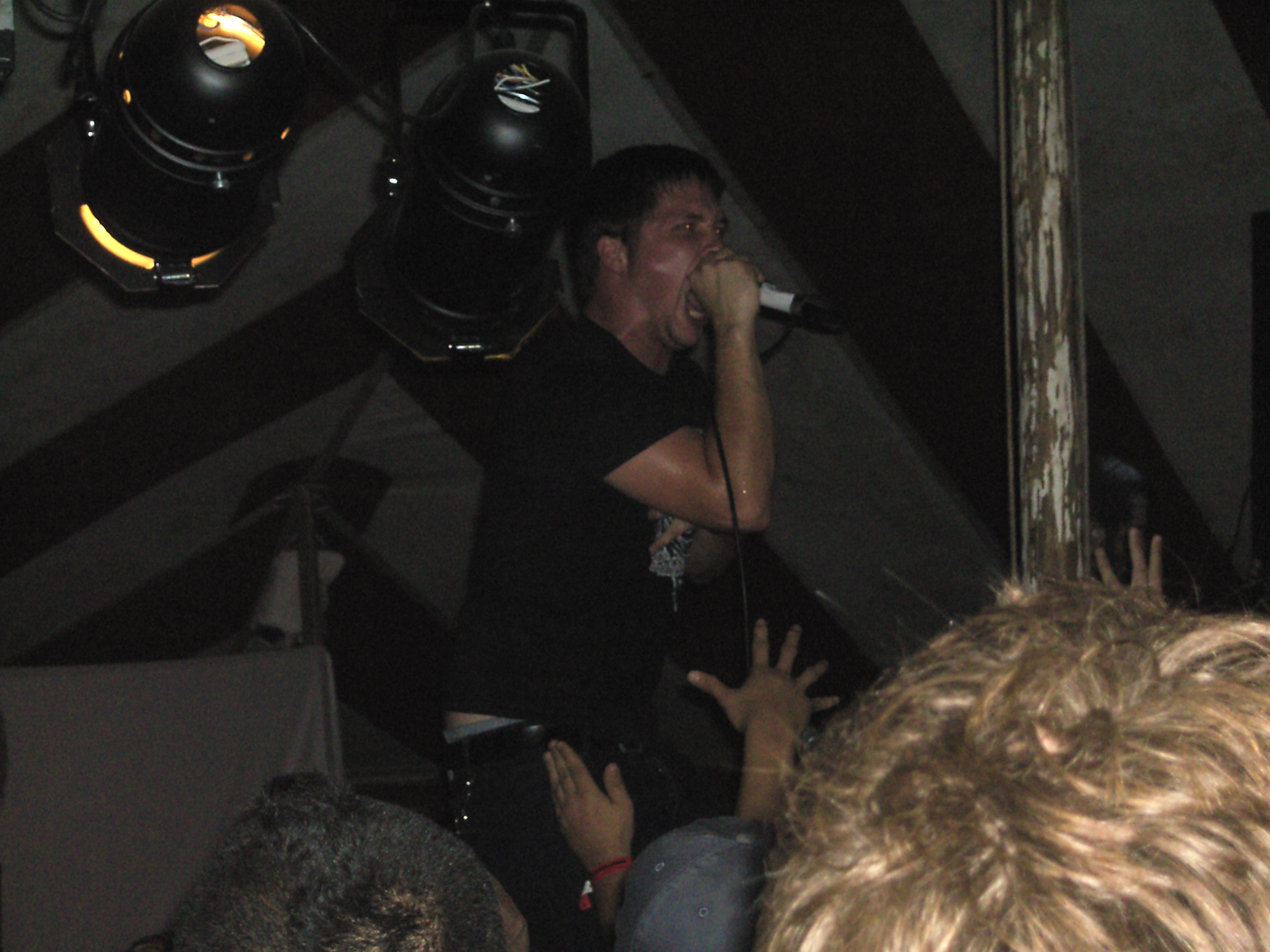
Life in Your Way 2007

- 26. Juni: A Dream Too Late, As Cities Burn, August Burns Red, Becoming the Archetype, Children 18:3. Corey Crowder, Greeley Estates, Gwen Stacy, In Fair Verona, Inhale Exhale, Ivoryline, Jonezetta, Life in Your Way, My Favorite Highway, Once Nothing, Project 86, Run Kid Run, Ruth, Showbread, Since October, Spoken, Sullivan, The Becoming, The Finalist, The Glorious Unseen, The Wayside, Twelve Gauge Valentine, Write This Down, afterEIGHT
- 27. Juni: A Dream Too Late, A Hill to Die Upon, After Edmund, Aletheian, As Cities Burn, August Burns Red, Bear Colony, Becoming the Archetype, Common Yet Forbidden, Cool Hand Luke, Crimson Moonlight, David Crowder Band, Deus Invictus, Everyday Sunday, FBS, Falling Up, Fireflight, Flatfoot 56, Glen Clark, Glenn Kaiser Band, Grey Holiday, Headnoise, Joel Armstrong, Kaboose, Kibroth Hattaavah, Kids in the Way, Lo-Ruhamah, Luminate, Manic Drive, Maron Gaffron, Motion Plus, Nevertheless, Neviah Nevi, Our Corpse Destroyed, Photoside Cafe, Run Kid Run, Sam Hart, Showbread, The Burning Issue, The Crossing, The Devil Wears Prada, The Handshake Murders, The Last Hope, The Lee Boys, The Remnants, The Showdown, The Skies Revolt, The Wedding, The Wednesdays, Tony Krogh, Wavorly, Widows & Orphans, With Faith or Flames, Y/Our Sparkle Heart, eleventyseven, tobyMac
- 28. Juni: A Plea for Purging, Afterimage, Alove for Enemies, Anberlin, Blissed, Copeland, Dear Future, Deas Vail, Divebomber, Don't Wake Aislin, Erik Brandt, Fixed Til Tuesday, Freddie Fisher, Gasoline Heart, Homer Hiccolm and the Rocketboys, House of Heroes, Jonezetta, Josh Garrels, Justin McRoberts, La Dispute, Leigh Nash, Mark Lee Townsend, Means, Michael J. Pritzl, Monk, Over the Rhine, Page France, Paper Route, Pigeon John, Promise Land, Relient K, Remembrance, Remove the Veil, Ric Hordinski, Rosie Thomas, Seventh Star, Skillet, Special D., Starflyer 59, Stryke, The Burial, The Chariot, The Rex Carroll Band, The Violet Burning, The Wedding, The Wiitala Brothers, War of Ages, ilia, mewithoutYou, xDEATHSTARx, xLooking Forwardx
- 29. Juni: All the Day Holiday, Blissed, Bloodgood, Blue Birds & Bright Lights, Bradley Hathaway, Breaking The Silence, Bride, Bringing Down Broadway, Crimson Moonlight, Dayspring, Deas Vail, Disciple, Dizmas, Edison Glass, Flyleaf, Future of Forestry, Glen Clark, Kenneth Thomas, Lost Dogs, Lost Ocean, Maylene and the Sons of Disaster, Michael Roe, No Longer Music, Pillar, Psalters, Remove the Veil, Roe vs. Pritzl, Rue Royale, Ryanhood, Seabird, Seventh Seal, Since October, State Bird, Switchfoot, Tess Wiley, The Blue Letter, The Crossing, The Dark Romantics, The Myriad, The Wayside, The Winston Jazz Routine, Time Spent Burning, Urban D, Whitecross, X-Sinner, mewithoutYou
- 30. Juni: 7th Overture, A Change of Pace, Aletheian, August Burns Red, Blessthefall, Crimson Moonlight, Crimson Thorn, Debello, Decyfer Down, Dignan, Emery, Exit the Ordinary, Family Force 5, Frosthardr, Greeley Estates, Gypsy Carns, The Blues Preacher, Headnoise, Hundred Year Storm, Jeff Elbel + Ping, John Davis, Josh Garrels, Klank, Least of These, Leeland, Leper, Lost Ocean, Luminate, Maron Gaffron, Neocracy, Nevertheless, Norma Jean, Our Corpse Destroyed, Questions in Dialect, Sherwood, Since October, Sleeping at Last, The Devil Wears Prada, The Myriad, This Beautiful Republic, Underoath, With Faith or Flames, ilia

### 2008
Ort: Cornerstone Farm, Bushnell, IL

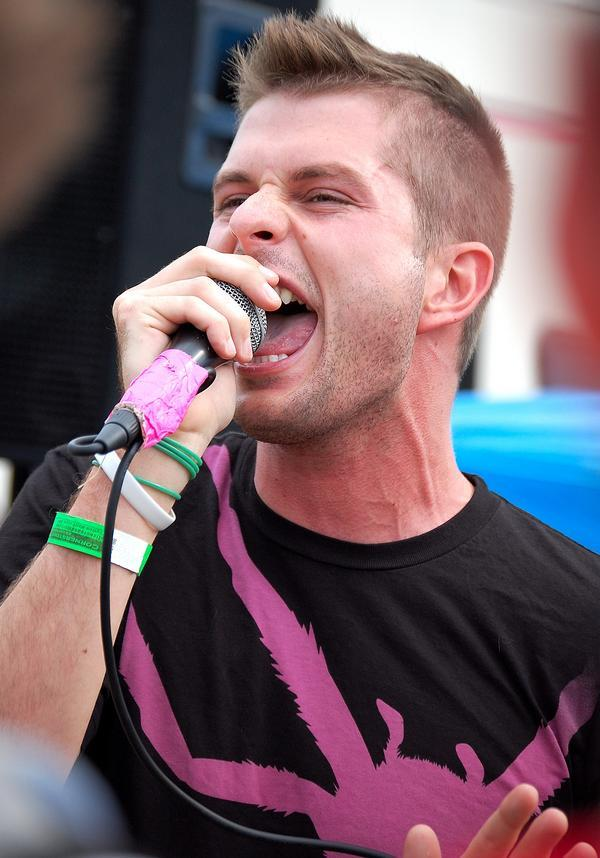
Chad Ackerman mit Austrian Death Machine 2008

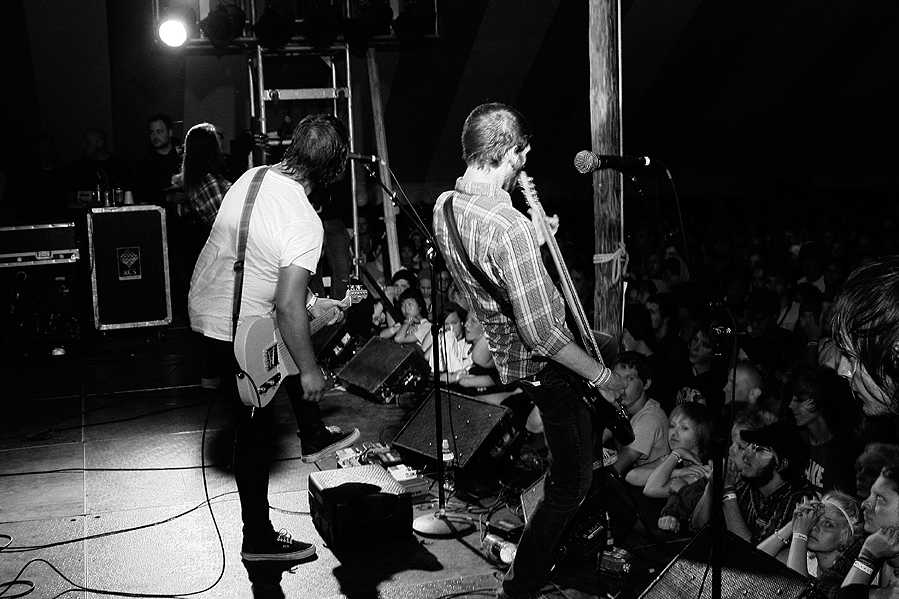
Glass Ocean 2008

- 30. Juni: Maron Gaffron, The Wayside
- 1. Juli: All the Day Holiday, Capital Lights, Children 18:3, Glenn Kaiser Band, Ivoryline, Jonezetta, Run Kid Run, Ruth, Showbread, Spoken, The Becoming, The Classic Crime, The Glorious Unseen
- 2. Juli: Aradhna, Children 18:3, Close Your Eyes, Disciple, Family Force 5, Flatfoot 56, Flyleaf, Maron Gaffron, Nevertheless, Ruth, Showbread, Sixpence None the Richer, Skillet, The Crossing, The Myriad, The Wayside. The Wedding, The Wiitala Brothers, Wavorly
- 3. Juli: All the Day Holiday, Anberlin, Bradley Hathaway, DeGarmo & Key, Deas Vail, Don't Wake Aislin, Hawk Nelson, Jeff Elbel + Ping, Jonezetta, Leeland, Over the Rhine, Resurrection Band, Robbie Seay Band, Run Kid Run, The 77's, The Almost, The Chariot, We Shot the Moon
- 4. Juli: Charlie Peacock, David Crowder Band, Emarosa, Flatfoot 56, Glenn Kaiser Band, Josh Garrels, Living Sacrifice, Lost Dogs, Michael Roe, Mike Farris,Over the Rhine, Robbie Seay Band, The 77's, The Glorious Unseen, The Lee Boys, The Michael Gungor Band, The Urban Sophisticates, ilia, mewithoutYou
- 5. Juli: As I Lay Dying, August Burns Red, Charlie Peacock, Cool Hand Luke, Deas Vail, Demon Hunter, Good Luck Varsity, Haste the Day, Josh Garrels, Living Sacrifice, Lost Dogs, Luminate, Newworldson, Ocean Is Theory, Seabird, Still Remains, The Wayside, mewithoutYou

### 2009
Ort: Cornerstone Farm, Bushnell, IL
- 30. Juni: Deas Vail, Glenn Kaiser Band, Josh Garrels, Los Lonely Boys, Maron Gaffron, The Wayside, Timbre Cierpke
- 1. Juli: A City Alive, All the Day Holiday, And Then There Were None, Andrew Osenga, Andrew Peterson, Andy Gullahorn, Austrian Death Machine,  Before There Was Rosalyn, Ben Shive, Black Pajent, Capital Lights, Children 18:3, Copeland, Derek Webb, Doctor! Doctor!, Eastern Block, Eric Peters, Eleanora, Fairground Avenue, Family Force 5, House of Heroes, Jeff Elbel + Ping, Jeremy Casella, Jill Phillips, Josh Garrels, Life on Repeat, Ocean Is Theory, Owl City, Randall Goodgame, Red, Relient K, Schaeffer, Spoken, The Crossing, The Skies Revolt,  The Wayside
- 2. Juli: Army of Me, Astellaway, Auburn, Dark Romantics, David Bazan, Dear Lovely, Deas Vail, Dekree,  Destroy Nate Allen, Emery, Exit the Ordinary, Fazeshift,  Flatfoot 56, Gatlin Ems, Glenn Kaiser, Good Luck Varsity, Halloway, Haste the Day, Head, I Am the Messenger, Ironsides, Jeff Elbel + Ping, Josh Garrels, La Dispute, Luminate, Maron Gaffron, Michael Roe, Project 86, Ramon-Gilead,  Random Hero,  Ranger, Reaul, Rosie Thomas, Speak of the South, Starflyer 59, Stavesacre, Take the Sky, The Becoming, The Chariot, The Holiday, The Crossing, The Southern Sea, The Wiitala Brothers, Wolves Among Sleep, Varcella, We Became the Sun, Zsa Zsa Ketzner
- 3. Juli: Affiance, Anberlin, Anchor & Braille, Autumn's Descent, Bill Mallonee, Bradley Hathaway, Brooke Waggoner, Cool Hand Luke, Eric Samuel Timm, Leone, Lost Dogs, Maron Gaffron, Poema, Remedy Drive, Renae, Senseless Beauty, Shiny Toy Guns, Shirock, Terry Scott Taylor, The Crucified, The Tug Fork River Band, The Quiet Science, Twentyfour64, Wavorly, White Collar Sideshow, Zach Williams, mewithoutYou
- 4. Juli: Eric Samuel Timm, Gasoline Heart, Living Sacrifice, Luminate, Seabird, The Classic Crime, The Devil Wears Prada, The Fold, The Wayside, Underoath, War of Ages

### 2010
Ort: Cornerstone Farm, Bushnell, IL

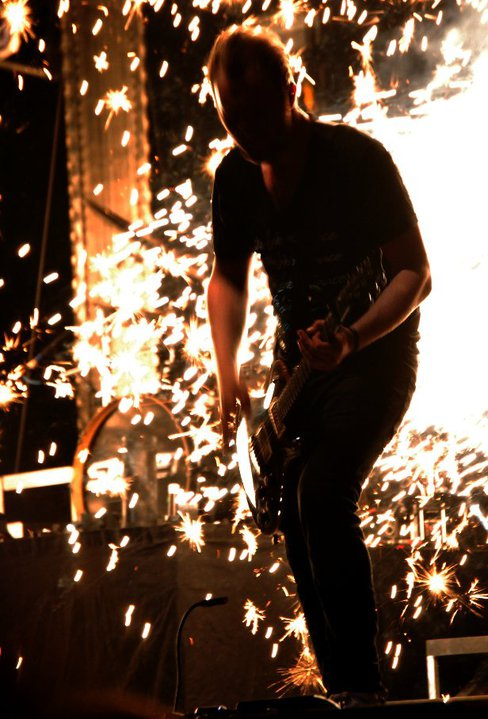
Ben Kaisca 2010

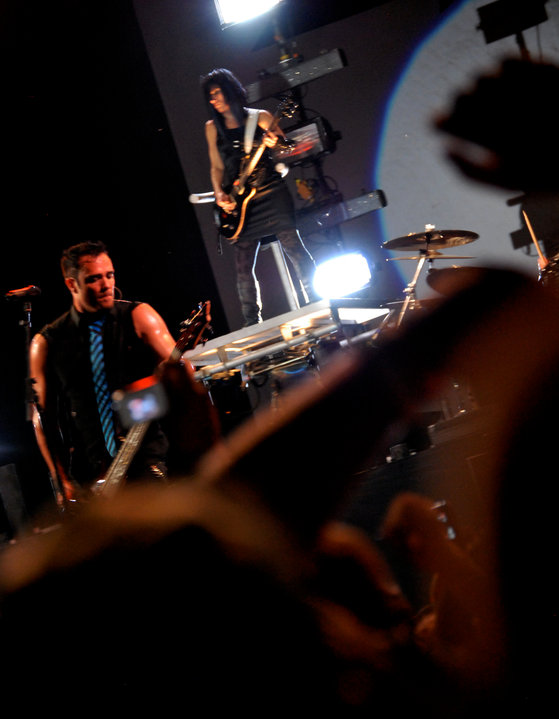
Skillet 2010

- 28. Juni: Glenn Kaiser, Nine Lashes
- 29. Juni: Maron Gaffron, Sheltershed, Switchfoot, The Letter Black, The Rendition, The Wayside, Timbre Cierpke
- 30. Juni: Bradley Hathaway, Cool Hand Luke, Glenn Kaiser Band, Iona, Jeff Elbel + Ping, Kerosene Halo, Listener, Lost Dogs, Luminate, Michael Roe, Reilly, SHEL, Terry Scott Taylor, The Chariot, The Kicks, The Quiet Science, The Rendition, The Skies Revolt, The Wiitala Brothers, White Collar Sideshow, Ilia, mewithoutYou, TobyMac
- 1. Juli: Becoming the Archetype, Bleach, Brooke Waggoner, Destroy Nate Allen, Don't Wake Aislin, Flatfoot 56, Jeff Elbel + Ping, Listener, News from Verona, Phil Joel, Skillet, The Almost, The Choir, The Crossing, The Farewell Drifters, The Wayside
- 2. Juli: Bradley Hathaway, Children 18:3, David Crowder Band, Deas Vail, Destroy Nate Allen, Dignan, Eisley, Haste the Day, Living Sacrifice, Over the Rhine, Paper Route, Sent by Ravens, The Crossing, The Quiet Science, Timbre Cierpke, Troglodyte Dawn, White Collar Sideshow
- 3. Juli: All the Day Holiday, August Burns Red, Demon Hunter, Future of Forestry, House of Heroes, Ivoryline, Listener, O’Brother, Seabird, The Devil Wears Prada, The Glorious Unseen, The Quiet Science, The Wayside

### 2011
Ort: Cornerstone Farm, Bushnell, IL
- 28. Juni: Flatfoot 56, Glenn Kaiser
- 29. Juni: Andy Hunter, Don’t Wake Aislin, Kye Kye, Listener, Ralph Lindström, Showbread, The Crossing, The Skies Revolt, White Collar Sideshow
- 30. Juni: Bare Branches, Ben + Vesper, Barry McGuire, Children 18:3, Classic Petra, Daniel Amos, Denison Witmer, Destroy Nate Allen, Don’t Wake Aislin, E Band, Flatfoot 56, Glen Clarke & the Family, Kye Kye, Listener, Luminate, Michael Roe, Paper Route, Phil Keaggy, Randy Stonehill, Resurrection Band,  Servant, The Farewell Drifters, The Rendition, The Wiitala Brothers
- 1. Juli: A Life Set Apart, Deas Vail, Don't Wake Aislin, Eden Art, For Today, Glenn Kaiser Band, Head, Jeff Elbel + Ping, Kerosene Halo, Listener, Lost Dogs, Mike Mains & the Branches, Nathan Stiteler, Ocean Is Theory, P.O.D., The Air on Everest, The Choir, The Crossing, The Letter Black, The Quiet Science, The Rendition, Timbre Cierpke, White Collar Sideshow, Write This Down, Ilia
- 2. Juli: Anberlin, Anchor & Braille, Blindside, Blissed, Don’t Wake Aislin, Gabriel Kelley, Josh Garrels, Lauren Mann and The Fairly Odd Folk, Listener, Manafest, Norma Jean, Photoside Cafe, Poema, Psalters, River James, Saviour Machine (unplugged), Seabird, Showbread, Songs of Water, The Rendition, The Soil & the Sun, The Wayside, Timbre Cierpke, Yesterday Is Waiting, War of Ages
- 3. Juli: Alive Band, Brooke Waggoner, Close Your Eyes, Daniele Clarke, Gatlin Elms, Gungor, I, the Breather, Jan Krist, Josh Garrels, Luminate, Maron Gaffron, Matthew Reed, Men as Trees Walking, Rachel McClusky, Robbie Seay Band, SHEL, Sleeping Giant, Texas in July, The Chariot, The Great Commission, The La De Les, The Unfortunate, Ilia

### 2012
Ort: Cornerstone Farm, Bushnell, IL
- 2. Juli: Glenn Kaiser Band
- 3. Juli: Good Luck Varsity, Listener, The Soil & the Sun
- 4. Juli: Ashley Cleveland, Darkness Divided, Glenn Kaiser & Joe Filisko, Humble Tip, Run Kid Run, The 77’s, White Collar Sideshow, Ilia
- 5. Juli: Aradhna, Icon for Hire, Iona, Squad Five-O, The Crossing, The Wayside
- 6. Juli: Children 18:3, Destroy Nate Allen, Don’t Wake Aislin, Flatfoot 56, Jeff Elbel + Ping, Maron Gaffron, Mike Mains & the Branches, Neal Morse, Seabird, The Blamed, The Violet Burning, The Wiitala Brothers, Trace Bundy
- 7. Juli: Josh Garrels, Kye Kye, Lauren Mann and the Fairly Odd Folk, Norma Jean, The Choir, The Farewell Drifters, Timbre Cierpke, Ilia